# Де Вит (Мисури)
Де Вит (енгл. De Witt) град је у америчкој савезној држави Мисури.

## Демографија
По попису из 2010. године број становника је 124, што је 4 (3,3%) становника више него 2000. године.
| Група             | 2000.       | 2010.       |
| Белци             | 110 (91,7%) | 111 (89,5%) |
| Афроамериканци    | 7 (5,8%)    | 7 (5,6%)    |
| Азијати           | 0 (0,0%)    | 0 (0,0%)    |
| Хиспаноамериканци | 0 (0,0%)    | 1 (0,8%)    |
| Укупно            | 120         | 124         |